# Джек Шлоссберг
Джон Був'є Кеннеді «Джек» Шлоссберг (англ. John Bouvier Kennedy "Jack" Schlossberg, нар. 19 січня 1993, Нью-Йорк, США) — син посла США Керолайн Кеннеді. Він є єдиним онуком 35-го президента США Джона Ф. Кеннеді та колишньої першої леді Жаклін Кеннеді Онассіс.

## Молодість і освіта
Джон Був'є Кеннеді Шлосберг народився в Нью-Йорку 19 січня 1993 року, наймолодший із трьох дітей Керолайн Кеннеді та Едвіна Шлосберга. Його назвали на честь діда по материнській лінії, Джона Ф. Кеннеді, і прадіда по материнській лінії, Джона Верну Був'є III. У Шлосберга є дві старші сестри, Роуз і Тетяна. Як член родини Кеннеді він має багато відомих родичів. Батько Шлосберга походить з ортодоксальної єврейської родини українського походження, а його мати є католичкою ірландського, французького, шотландського та англійського походження. Шлосберг дотримується єврейських традицій, свят і святкових днів. Він єдиний онук Джона та Жаклін Кеннеді.
У восьмому класі Шлосберг став співзасновником ReLight New York, некомерційної організації, яка зібрала понад 100 000 доларів на встановлення компактних люмінесцентних ламп у житлових забудовах для малозабезпечених людей.
У 2011 році він закінчив університетську школу на Верхньому Вест-Сайді Манхеттена. Шлосберг навчався в Єльському університеті, який закінчив у 2015 році зі ступенем з історії Японії. Перебуваючи там, Шлосберг писав для Yale Daily News і Yale Herald. Восени 2017 року Шлосберг вступив до Гарвардської школи права. У 2022 році він закінчив спільну програму JD / MBA у Гарвардській школі права та Гарвардській школі бізнесу.

## Кар'єра
Шлосберг є членом Комітету премії «Новий рубіж» бібліотеки Джона Ф. Кеннеді. Він входить до комітету премії Profile in Courage Award і був ведучим церемонії 2014 року.
У жовтні 2015 року, після закінчення Єльського університету, Шлоссберг почав працювати в Rakuten, Inc, японській інтернет-компанії та компанії електронної комерції в Токіо. Він познайомився з Хіроші Мікітані, генеральним директором Rakuten, під час відвідування Сендая.
У 2016 році Шлосберг працював у Бюро океанів і міжнародних екологічних і наукових питань, що входить до складу Державного департаменту США, а також у Suntory Holdings Limited, японській пивоварній, дистиляторній компанії та компанії з виробництва напоїв.
У квітні 2023 року він склав адвокатський іспит штату Нью-Йорк.

### Акторська кар'єра
11 травня 2018 року Шлосберг дебютував у ролі офіцера Джека Хаммера у фінальному восьмому сезоні телешоу «Блакитна кров».

### Політика
ЗМІ стверджують про політичний потенціал Шлосберга.
У вересні 2012 року, коли його запитали про його інтерес до політичної кар'єри, 19-річний Шлосберг сказав: «Політика мене безумовно цікавить. Мене найбільше цікавить державна служба».
У листопаді 2013 року Шлосберг відвідав подію з нагоди нагородження медаллю Свободи на честь 50-ї річниці смерті свого діда, де він представив президента Барака Обаму .
У серпні 2020 року Шлосберг виступив із промовою під час другого вечора національного з'їзду Демократичної партії 2020 року під назвою «Ми ведемо репортаж з Овального кабінету».